# نيك غرينوود
نيك غرينوود (بالإنجليزية: Nick Greenwood)‏ هو لاعب كرة قاعدة أمريكي، ولد في 28 سبتمبر 1987 في Southington, Connecticut ‏ في الولايات المتحدة.

## وصلات خارجية
- نيك غرينوود على موقع دوري كرة القاعدة الرئيسي (الإنجليزية)
- نيك غرينوود على موقعبيزبول رفرنس.كوم (الدوري الرئيسي) (الإنجليزية)
- نيك غرينوود على موقعبيزبول رفرنس.كوم (الدوري الثانوي) (الإنجليزية)
- نيك غرينوود على موقع إي إس بي إن.كوم (أم.أل.بي) (الإنجليزية)
- نيك غرينوود على موقع مشجعي الرسوم البيانية (الإنجليزية)